# Geoglossum vleugelianum
Geoglossum vleugelianum är en svampart som beskrevs av Nannf. 1942. Geoglossum vleugelianum ingår i släktet Geoglossum och familjen Geoglossaceae.  Arten är reproducerande i Sverige. Inga underarter finns listade i Catalogue of Life.

## Upptäckt
Det första kända fyndet av Geoglossum vleugelianum gjordes av J. Vleugel i Umeå 1902. Fyndplatsen angavs som gräsbevuxna fläckar i barrskog. Vleugel publicerade fyndet 1908 som Geoglossum difforme (klibbjordtunga) men ändrade därefter bestämningen till Geoglossum nigritum. Det var John Axel Nannfeldt som 1942 beskrev den som en ny art utifrån Vleugels enda exemplar, och som gav den artepitetet vleugelianum efter dess ursprungliga insamlare.